# Fossa Porzen
La fossa Porzen o fossa di Salorno (rispettivamente Porzen Graben o Salurner Graben in tedesco) è un corso d'acqua artificiale lungo 8 chilometri, che scorre tra le provincie di Bolzano e, seppure in minima parte, Trento. È un canale di drenaggio che nasce a Laghetti, drena il fondovalle attorno all'abitato di Salorno, attraversa il paese, e sfocia poi - con l'ausilio di una stazione di pompaggio - nell'Adige, poco oltre il confine col Trentino.